# Serie A (2013/2014)
Serie A 2013/2014 – 112. edycja najwyższej w hierarchii klasy mistrzostw Włoch w piłce nożnej, organizowanych przez Lega Serie A. Sezon rozpoczął się 24 sierpnia 2013, a zakończył się 18 maja 2014. Tytułu mistrzowskiego bronił Juventus F.C., który 18 sierpnia 2013 wygrał też Superpuchar pokonując w Rzymie Lazio 4:0. 4 maja 2014 w 36. kolejce Juventus F.C. został Mistrzem Włoch trzeci rok z rzędu, świętując 30. scudetto. Z dorobkiem 102 punktów w sezonie ustanowił też nowy rekord Włoch. Puchar Włoch 3 maja 2014 zdobyło Napoli, wygrywając 3:1 (2:2) z Fiorentiną na Stadio Olimpico w Rzymie. Do drugiej ligi spadły: Catania, Bologna i Livorno. Królem strzelców został piłkarz Torino Ciro Immobile, który zdobył 22 goli.

## Organizacja
Liczba uczestników pozostała bez zmian (20 drużyn). Sassuolo, Verona oraz zwycięzca baraży Livorno awansowali z Serie B. Rozgrywki składały się z meczów, które odbyły się systemem kołowym u siebie i na wyjeździe, w sumie 38 rund: 3 punkty przyznano za zwycięstwo i po jednym punkcie w przypadku remisu. W przypadku równości punktów wyżej została sklasyfikowana drużyna, która uzyskała większą liczbę punktów i różnicę bramek zdobytych w meczach bezpośrednich (więcej goli), a jeśli nadal była sytuacja nierozstrzygnięta, to większa liczba punktów i różnica bramek zdobytych w końcowej klasyfikacji. Zwycięzca rozgrywek ligowych otrzymywał tytuł mistrza Włoch. Trzy ostatnie drużyny spadało bezpośrednio do Serie B.

## Zespoły w sezonie 2013/2014
| Uczestnicy poprzedniej edycji                                                                                 | Uczestnicy poprzedniej edycji | Uczestnicy poprzedniej edycji | Uczestnicy poprzedniej edycji |
| --- | ----------------------------- | ----------------------------- | ----------------------------- |
| JUV | Juventus                      | 1                             |                               |
| NAP | Napoli                        | 2                             |                               |
| MIL | Milan                         | 3                             |                               |
| FIO | Fiorentina                    | 4                             |                               |
| UDI | Udinese                       | 5                             |                               |
| ROM | Roma                          | 6                             |                               |
| LAZ | Lazio                         | 7                             |                               |
| CTN | Catania                       | 8                             |                               |
| INT | Inter Mediolan                | 9                             |                               |
| PAR | Parma                         | 10                            |                               |
| CAG | Cagliari                      | 11                            |                               |
| CHV | Chievo Verona                 | 12                            |                               |
| BOL | Bologna                       | 13                            |                               |
| SAM | Sampdoria                     | 14                            |                               |
| ATA | Atalanta                      | 15                            |                               |
| TOR | Torino                        | 16                            |                               |
| GEN | Genoa                         | 17                            |                               |
| Awans z Serie B (2012/2013)                                                                                   |                               |                               |                               |
| SAS | Sassuolo                      | 1                             |                               |
| VER | Verona                        | 2                             |                               |
| po barażach                                                                                                   |                               |                               |                               |
| LIV | Livorno                       | 3                             |                               |
| Oznaczenia: - kolumna pierwsza – skróty nazw drużyn, - kolumna trzecia – miejsce zajęte w poprzednim sezonie. |                               |                               |                               |

## Stadiony
| Lp. | Miasto             | Stadion                           | Klub                  | Pojemność | Zdjęcie |
| --- | ------------------ | --------------------------------- | --------------------- | --------- | ------- |
|     | Mediolan           | Stadio Giuseppe Meazza (San Siro) | Inter Mediolan, Milan | 80 018    |         |
|     | Rzym               | Stadio Olimpico                   | Roma, Lazio           | 72 698    |         |
|     | Neapol             | Stadio San Paolo                  | Napoli                | 60 240    |         |
|     | Florencja          | Stadio Artemio Franchi            | Fiorentina            | 47 282    |         |
|     | Turyn              | Juventus Stadium                  | Juventus              | 41 254    |         |
|     | Werona             | Stadio Marc’Antonio Bentegodi     | Chievo Verona, Verona | 38 402    |         |
|     | Bolonia            | Stadio Renato Dall'Ara            | Bologna               | 38 279    |         |
|     | Genua              | Stadio Luigi Ferraris             | Genoa, Sampdoria      | 36 685    |         |
|     | Udine              | Stadio Friuli                     | Udinese               | 30 642    |         |
|     | Turyn              | Stadio Olimpico                   | Torino                | 27 994    |         |
|     | Parma              | Stadio Ennio Tardini              | Parma                 | 27 906    |         |
|     | Bergamo            | Stadio Atleti Azzurri d’Italia    | Atalanta              | 26 542    |         |
|     | Katania            | Stadio Angelo Massimino           | Catania               | 23 420    |         |
|     | Reggio nell’Emilia | Mapei Stadium                     | Sassuolo              | 20 084    |         |
|     | Livorno            | Stadio Armando Picchi             | Livorno               | 19 238    |         |
|     | Cagliari           | Stadio Sant’Elia                  | Cagliari              | 5 000     |         |

## Prezydenci, trenerzy, kapitanowie i sponsorzy
| Zespół | Prezydent             | Trener               | Kapitan              | Sponsor techniczny | Sponsor strategiczny              |
| --- | --------------------- | -------------------- | -------------------- | ------------------ | --------------------------------- |
| Atalanta BC | Antonio Percassi      | Stefano Colantuono   | Gianpaolo Bellini    | Erreà              | AXA, Konica Minolta               |
| Bologna FC 1909 | Albano Guaraldi       | Stefano Pioli        | Diego Pérez          | Macron             | NGM, Serenissima Ceramica         |
| Cagliari Calcio | Massimo Cellino       | Diego López          | Daniele Conti        | Kappa              | Sardegna, Tirrenia                |
| Calcio Catania | Antonino Pulvirenti   | Rolando Maran        | Mariano Izco         | Givova             | Fiorucci, TTT Lines               |
| AC ChievoVerona | Luca Campedelli       | Giuseppe Sannino     | Sergio Pellissier    | Givova             | Banca Popolare di Verona, Paluani |
| ACF Fiorentina | Mario Cognigni        | Vincenzo Montella    | Manuel Pasqual       | Joma               | Mazda                             |
| Genoa CFC | Enrico Preziosi       | Fabio Liverani       | Daniele Portanova    | Lotto              | iZiPlay                           |
| FC Internazionale Milano | Massimo Moratti       | Walter Mazzarri      | Javier Zanetti       | Nike               | Pirelli                           |
| Juventus FC | Andrea Agnelli        | Antonio Conte        | Gianluigi Buffon     | Nike               | Jeep                              |
| SS Lazio | Claudio Lotito        | Vladimir Petković    | Stefano Mauri        | Macron             | brak sponsora                     |
| AS Livorno Calcio | Aldo Spinelli         | Davide Nicola        | Andrea Luci          | Legea              | Banca Carige                      |
| AC Milan | wakant                | Massimiliano Allegri | Riccardo Montolivo   | Adidas             | Fly Emirates                      |
| SSC Napoli | Aurelio De Laurentiis | Rafael Benítez       | Marek Hamšík         | Macron             | Lete, MSC Cruises                 |
| Parma FC | Tommaso Ghirardi      | Roberto Donadoni     | Alessandro Lucarelli | Erreà              | Folletto, Navigare                |
| AS Roma | James Pallotta        | Rudi Garcia          | Francesco Totti      | klubowa            | Roma Cares                        |
| UC Sampdoria | Riccardo Garrone      | Delio Rossi          | Daniele Gastaldello  | Kappa              | Gamenet                           |
| US Sassuolo Calcio | Carlo Rossi           | Eusebio Di Francesco | Francesco Magnanelli | Sportika           | Mapei                             |
| Torino FC | Urbano Cairo          | Giampiero Ventura    | Kamil Glik           | Kappa              | Suzuki, Salumi Beretta            |
| Udinese Calcio | Franco Soldati        | Francesco Guidolin   | Antonio Di Natale    | HS Football        | Dacia                             |
| Hellas Verona | Maurizio Setti        | Andrea Mandorlini    | Domenico Maietta     | Nike               | Leaderform                        |
| Oznaczenia: - Jako sponsora technicznego należy rozumieć firmę, która dostarcza danemu klubowi sprzęt niezbędny do gry - Jako sponsora strategicznego należy rozumieć firmę, która reklamuje się na klatce piersiowej koszulki meczowej |                       |                      |                      |                    |                                   |

## Zmiany trenerów
| Klub           | Były trener          | Data odejścia        | Powód                           | Nowy trener          | Data zatrudnienia    |
| -------------- | -------------------- | -------------------- | ------------------------------- | -------------------- | -------------------- |
| Napoli         | Walter Mazzarri      | 19 maja 2013         | Rezygnacja                      | Rafael Benítez       | 27 maja 2013         |
| Inter Mediolan | Andrea Stramaccioni  | 24 maja 2013         | Zwolnienie                      | Walter Mazzarri      | 24 maja 2013         |
| Chievo Verona  | Eugenio Corini       |                      | Obopólna zgoda                  | Giuseppe Sannino     | 1 July 2013          |
| Genoa          | Davide Ballardini    |                      | Obopólna zgoda                  | Fabio Liverani       | 7 czerwca 2013       |
| Cagliari       | Ivo Pulga            |                      | Degradacja na asystenta trenera | Diego López          | 16 lipca 2013        |
| Roma           | Aurelio Andreazzoli  | 12 czerwca 2013      | Koniec tymczasowej pracy        | Rudi Garcia          | 12 czerwca 2013      |
| Genoa          | Fabio Liverani       | 29 września 2013     | Zwolnienie                      | Gian Piero Gasperini | 29 września 2013     |
| Catania        | Rolando Maran        | 20 października 2013 | Zwolnienie                      | Luigi De Canio       | 20 października 2013 |
| Sampdoria      | Delio Rossi          | 11 listopada 2013    | Zwolnienie                      | Siniša Mihajlović    | 20 listopada 2013    |
| Chievo Verona  | Giuseppe Sannino     | 11 listopada 2013    | Zwolnienie                      | Eugenio Corini       | 11 listopada 2013    |
| Lazio          | Vladimir Petković    | 4 stycznia 2014      | Zwolnienie                      | Edoardo Reja         | 4 stycznia 2014      |
| Bologna        | Stefano Pioli        | 7 stycznia 2014      | Zwolnienie                      | Davide Ballardini    | 8 stycznia 2014      |
| Milan          | Massimiliano Allegri | 13 stycznia 2014     | Zwolnienie                      | Clarence Seedorf     | 16 stycznia 2014     |
| Livorno        | Davide Nicola        | 13 stycznia 2014     | Zwolnienie                      | Attilio Perotti      | 13 stycznia 2014     |
| Catania        | Luigi De Canio       | 16 stycznia 2014     | Zwolnienie                      | Rolando Maran        | 16 stycznia 2014     |
| Livorno        | Attilio Perotti      | 21 stycznia 2014     | Koniec tymczasowej pracy        | Domenico Di Carlo    | 21 stycznia 2014     |
| Sassuolo       | Eusebio Di Francesco | 28 stycznia 2014     | Zwolnienie                      | Alberto Malesani     | 29 stycznia 2014     |
| Sassuolo       | Alberto Malesani     | 3 marca 2014         | Zwolnienie                      | Eusebio Di Francesco | 3 marca 2014         |
| Cagliari       | Diego López          | 7 kwietnia 2014      | Zwolnienie                      | Ivo Pulga            | 7 kwietnia 2014      |
| Catania        | Rolando Maran        | 7 kwietnia 2014      | Zwolnienie                      | Maurizio Pellegrino  | 7 kwietnia 2014      |
| Livorno        | Domenico Di Carlo    | 21 kwietnia 2014     | Zwolnienie                      | Davide Nicola        | 21 kwietnia 2014     |

## Tabela
| Lp. | Drużyna        | M  | Z  | R  | P  | B+ | B– | +/– | Pkt | Kwalifikacja lub spadek                      |
| --- | -------------- | -- | -- | -- | -- | -- | -- | --- | --- | -------------------------------------------- |
| 1   | Juventus (C)   | 38 | 33 | 3  | 2  | 80 | 23 | +57 | 102 | Kwalifikacja do fazy grupowej Ligi Mistrzów  |
| 2   | Roma           | 38 | 26 | 7  | 5  | 72 | 25 | +47 | 85  | Kwalifikacja do fazy grupowej Ligi Mistrzów  |
| 3   | Napoli         | 38 | 23 | 9  | 6  | 77 | 39 | +38 | 78  | Kwalifikacja do rundy play-off Ligi Mistrzów |
| 4   | Fiorentina     | 38 | 19 | 8  | 11 | 65 | 44 | +21 | 65  | Kwalifikacja do fazy grupowej Ligi Europy    |
| 5   | Inter Mediolan | 38 | 15 | 15 | 8  | 62 | 39 | +23 | 60  | Kwalifikacja do rundy play-off Ligi Europy   |
| 6   | Parma          | 38 | 15 | 13 | 10 | 58 | 46 | +12 | 58  | Niedopuszczenie do rozgrywek UEFA            |
| 7   | Torino         | 38 | 15 | 12 | 11 | 58 | 48 | +10 | 57  | Kwalifikacja do rundy III Ligi Europy        |
| 8   | Milan          | 38 | 16 | 9  | 13 | 57 | 49 | +8  | 57  |                                              |
| 9   | Lazio          | 38 | 15 | 11 | 12 | 54 | 54 | 0   | 56  |                                              |
| 10  | Verona         | 38 | 16 | 6  | 16 | 62 | 68 | −6  | 54  |                                              |
| 11  | Atalanta       | 38 | 15 | 5  | 18 | 43 | 51 | −8  | 50  |                                              |
| 12  | Sampdoria      | 38 | 12 | 9  | 17 | 48 | 62 | −14 | 45  |                                              |
| 13  | Udinese        | 38 | 12 | 8  | 18 | 46 | 57 | −11 | 44  |                                              |
| 14  | Genoa          | 38 | 11 | 11 | 16 | 41 | 50 | −9  | 44  |                                              |
| 15  | Cagliari       | 38 | 9  | 12 | 17 | 34 | 53 | −19 | 39  |                                              |
| 16  | Chievo Verona  | 38 | 10 | 6  | 22 | 34 | 54 | −20 | 36  |                                              |
| 17  | Sassuolo       | 38 | 9  | 7  | 22 | 43 | 72 | −29 | 34  |                                              |
| 18  | Catania (R)    | 38 | 8  | 8  | 22 | 34 | 66 | −32 | 32  | Spadek do Serie B                            |
| 19  | Bologna (R)    | 38 | 5  | 14 | 19 | 28 | 58 | −30 | 29  | Spadek do Serie B                            |
| 20  | Livorno (R)    | 38 | 6  | 7  | 25 | 39 | 77 | −38 | 25  | Spadek do Serie B                            |

1. 1 2  Ponieważ zdobywca Pucharu Włoch Napoli i finalista Fiorentina zagra w Lidze Mistrzów drużyny z miejsc 4-6 zagrają kolejno w fazie grupowej, rundzie play-off i III rundy kwalifikacyjnej Ligi Europy.
2. 1 2  FIGC odrzuciła wniosek Parmy o licencję UEFA, ponieważ Parma miała zaległe zobowiązania podatkowe; ich miejsce zajął z siódmego miejsca Torino, które miało licencję UEFA.

## Wyniki
| Gospodarz \ Gość | ATA | BOL | CAG | CTN | CHV | FIO | GEN | INT | JUV | LAZ | LIV | MIL | NAP | PAR | ROM | SAM | SAS | TOR | UDI | VER |
| Atalanta         |     | 2:1 | 1:0 | 2:1 | 2:1 | 0:2 | 1:1 | 1:1 | 1:4 | 2:1 | 2:0 | 2:1 | 3:0 | 0:4 | 1:1 | 3:0 | 0:2 | 2:0 | 2:0 | 1:2 |
| Bologna          | 0:2 |     | 1:0 | 1:2 | 0:0 | 0:3 | 1:0 | 1:1 | 0:2 | 0:0 | 1:0 | 3:3 | 2:2 | 1:1 | 0:1 | 2:2 | 0:0 | 1:2 | 0:2 | 1:4 |
| Cagliari         | 2:1 | 0:3 |     | 2:1 | 0:1 | 1:0 | 2:1 | 1:1 | 1:4 | 0:2 | 1:2 | 1:2 | 1:1 | 1:0 | 1:3 | 2:2 | 2:2 | 2:1 | 3:0 | 1:0 |
| Catania          | 2:1 | 2:0 | 1:1 |     | 2:0 | 0:3 | 1:1 | 0:3 | 0:1 | 3:1 | 3:3 | 1:3 | 2:4 | 0:0 | 4:1 | 2:1 | 0:0 | 1:2 | 1:0 | 0:0 |
| Chievo Verona    | 0:1 | 3:0 | 0:0 | 2:0 |     | 1:2 | 2:1 | 2:1 | 1:2 | 0:2 | 3:0 | 0:0 | 2:4 | 1:2 | 0:2 | 0:1 | 0:1 | 0:1 | 2:1 | 0:1 |
| Fiorentina       | 2:0 | 3:0 | 1:1 | 2:1 | 3:1 |     | 3:3 | 1:2 | 4:2 | 0:1 | 1:0 | 0:2 | 1:2 | 2:2 | 0:1 | 2:1 | 3:4 | 2:2 | 2:1 | 4:3 |
| Genoa            | 1:1 | 0:0 | 1:2 | 2:0 | 2:1 | 2:5 |     | 1:0 | 0:1 | 2:0 | 0:0 | 1:2 | 0:2 | 1:0 | 1:0 | 0:1 | 2:0 | 1:1 | 3:3 | 2:0 |
| Inter Mediolan   | 1:2 | 2:2 | 1:1 | 0:0 | 1:1 | 2:1 | 2:0 |     | 1:1 | 4:1 | 2:0 | 1:0 | 0:0 | 3:3 | 0:3 | 1:1 | 1:0 | 1:0 | 0:0 | 4:2 |
| Juventus         | 1:0 | 1:0 | 3:0 | 4:0 | 3:1 | 1:0 | 2:0 | 3:1 |     | 4:1 | 2:0 | 3:2 | 3:0 | 2:1 | 3:0 | 4:2 | 4:0 | 1:0 | 1:0 | 2:1 |
| Lazio            | 0:1 | 1:0 | 2:0 | 3:1 | 3:0 | 0:0 | 0:2 | 1:0 | 1:1 |     | 2:0 | 1:1 | 2:4 | 3:2 | 0:0 | 2:0 | 3:2 | 3:3 | 2:1 | 3:3 |
| Livorno          | 1:0 | 2:1 | 1:1 | 2:0 | 2:4 | 0:1 | 0:1 | 2:2 | 0:2 | 0:2 |     | 2:2 | 1:1 | 0:3 | 0:2 | 1:2 | 3:1 | 3:3 | 1:2 | 2:3 |
| Milan            | 3:0 | 1:0 | 3:1 | 1:0 | 3:0 | 0:2 | 1:1 | 1:0 | 0:2 | 1:1 | 3:0 |     | 1:2 | 2:4 | 2:2 | 1:0 | 2:1 | 1:1 | 1:0 | 1:0 |
| Napoli           | 2:0 | 3:0 | 3:0 | 2:1 | 1:1 | 0:1 | 1:1 | 4:2 | 2:0 | 4:2 | 4:0 | 3:1 |     | 0:1 | 1:0 | 2:0 | 1:1 | 2:0 | 3:3 | 5:1 |
| Parma            | 4:3 | 1:1 | 0:0 | 0:0 | 0:0 | 2:2 | 1:1 | 0:2 | 0:1 | 1:1 | 2:0 | 3:2 | 1:0 |     | 1:3 | 2:0 | 3:1 | 3:1 | 1:0 | 2:0 |
| Roma             | 3:1 | 5:0 | 0:0 | 4:0 | 1:0 | 2:1 | 4:0 | 0:0 | 0:1 | 2:0 | 3:0 | 2:0 | 2:0 | 4:2 |     | 3:0 | 1:1 | 2:1 | 3:2 | 3:0 |
| Sampdoria        | 1:0 | 1:1 | 1:0 | 2:0 | 2:1 | 0:0 | 0:3 | 0:4 | 0:1 | 1:1 | 4:2 | 0:2 | 2:5 | 1:1 | 0:2 |     | 3:4 | 2:2 | 3:0 | 5:0 |
| Sassuolo         | 2:0 | 2:1 | 1:1 | 3:1 | 0:1 | 0:1 | 4:2 | 0:7 | 1:3 | 2:2 | 1:4 | 4:3 | 0:2 | 0:1 | 0:2 | 1:2 |     | 0:2 | 1:2 | 1:2 |
| Torino           | 1:0 | 1:2 | 2:1 | 4:1 | 4:1 | 0:0 | 2:1 | 3:3 | 0:1 | 1:0 | 3:1 | 2:2 | 0:1 | 1:1 | 1:1 | 0:2 | 2:0 |     | 2:0 | 2:2 |
| Udinese          | 1:1 | 1:1 | 2:0 | 1:0 | 3:0 | 1:0 | 1:0 | 0:3 | 0:2 | 2:3 | 5:3 | 1:0 | 1:1 | 3:1 | 0:1 | 3:3 | 1:0 | 0:2 |     | 1:3 |
| Verona           | 2:1 | 0:0 | 2:1 | 4:0 | 0:1 | 3:5 | 3:0 | 0:2 | 2:2 | 4:1 | 2:1 | 2:1 | 0:3 | 3:2 | 1:3 | 2:0 | 2:0 | 1:3 | 2:2 |     |

## Liderzy kolejek
|    | —— | —— | —— | ——   | ——   | ——   | ——   | ——   | ——   | ——   | ——   | ——       | ——       | ——       | ——       | ——       | ——       | ——       | ——       | ——       | ——       | ——       | ——       | ——       | ——       | ——       | ——       | ——       | ——       | ——       | ——       | ——       | ——       | ——       | ——       | ——       | ——       | —— |  |
|    |    |    |    | Roma | Roma | Roma | Roma | Roma | Roma | Roma | Roma | Juventus | Juventus | Juventus | Juventus | Juventus | Juventus | Juventus | Juventus | Juventus | Juventus | Juventus | Juventus | Juventus | Juventus | Juventus | Juventus | Juventus | Juventus | Juventus | Juventus | Juventus | Juventus | Juventus | Juventus | Juventus | Juventus |    |  |
|    |    |    |    |      |      |      |      |      |      |      |      |          |          |          |          |          |          |          |          |          |          |          |          |          |          |          |          |          |          |          |          |          |          |          |          |          |          |    |  |
|    |    |    |    |      |      |      |      |      |      |      |      |          |          |          |          |          |          |          |          |          |          |          |          |          |          |          |          |          |          |          |          |          |          |          |          |          |          |    |  |
| 1ª | 2ª | 3ª | 4ª | 5ª   | 6ª   | 7ª   | 8ª   | 9ª   | 10ª  | 11ª  | 12ª  | 13ª      | 14ª      | 15ª      | 16ª      | 17ª      | 18ª      | 19ª      | 20ª      | 21ª      | 22ª      | 23ª      | 24ª      | 25ª      | 26ª      | 27ª      | 28ª      | 29ª      | 30ª      | 31ª      | 32ª      | 33ª      | 34ª      | 35ª      | 36ª      | 37ª      | 38ª      |    |  |

## Najlepsi strzelcy
| Bramki | Strzelcy            | Drużyna        |
| ------ | ------------------- | -------------- |
| 22     | Ciro Immobile       | Torino         |
| 20 (3) | Luca Toni           | Verona         |
| 19 (1) | Carlos Tévez        | Juventus       |
| 17     | Rodrigo Palacio     | Inter Mediolan |
| 17 (4) | Antonio Di Natale   | Udinese        |
| 17 (5) | Gonzalo Higuaín     | Napoli         |
| 16     | Fernando Llorente   | Juventus       |
| 16 (6) | Domenico Berardi    | Sassuolo       |
| 16 (6) | Giuseppe Rossi      | Fiorentina     |
| 15     | José María Callejón | Napoli         |
| 15 (3) | Paulinho            | Livorno        |
| 15 (4) | Alberto Gilardino   | Genoa          |

## Skład mistrzów
| Zwycięzca Serie A 2013/14 |
| ------------------------- |
| Juventus 30 Tytuł         |

| formacja | Piłkarz (liczba meczów)   |
| --- | ------------------------- |
| Buffon Barzagli Bonucci Chiellini Lichtsteiner Vidal Pirlo Pogba Asamoah Llorente Tévez | Gianluigi Buffon (33)     |
| Buffon Barzagli Bonucci Chiellini Lichtsteiner Vidal Pirlo Pogba Asamoah Llorente Tévez | Andrea Barzagli (26)      |
| Buffon Barzagli Bonucci Chiellini Lichtsteiner Vidal Pirlo Pogba Asamoah Llorente Tévez | Leonardo Bonucci (34)     |
| Buffon Barzagli Bonucci Chiellini Lichtsteiner Vidal Pirlo Pogba Asamoah Llorente Tévez | Giorgio Chiellini (28)    |
| Buffon Barzagli Bonucci Chiellini Lichtsteiner Vidal Pirlo Pogba Asamoah Llorente Tévez | Stephan Lichtsteiner (27) |
| Buffon Barzagli Bonucci Chiellini Lichtsteiner Vidal Pirlo Pogba Asamoah Llorente Tévez | Arturo Vidal (32)         |
| Buffon Barzagli Bonucci Chiellini Lichtsteiner Vidal Pirlo Pogba Asamoah Llorente Tévez | Andrea Pirlo (30)         |
| Buffon Barzagli Bonucci Chiellini Lichtsteiner Vidal Pirlo Pogba Asamoah Llorente Tévez | Paul Pogba (36)           |
| Buffon Barzagli Bonucci Chiellini Lichtsteiner Vidal Pirlo Pogba Asamoah Llorente Tévez | Kwadwo Asamoah (34)       |
| Buffon Barzagli Bonucci Chiellini Lichtsteiner Vidal Pirlo Pogba Asamoah Llorente Tévez | Fernando Llorente (34)    |
| Buffon Barzagli Bonucci Chiellini Lichtsteiner Vidal Pirlo Pogba Asamoah Llorente Tévez | Carlos Tévez (34)         |
| Buffon Barzagli Bonucci Chiellini Lichtsteiner Vidal Pirlo Pogba Asamoah Llorente Tévez | Trener: Antonio Conte     |
| Pozostałe piłkarze: Claudio Marchisio (29), Simone Padoin (21), Mauricio Isla (18), Martín Cáceres (17), Sebastian Giovinco (17), Fabio Quagliarella (17), Angelo Ogbonna (16), Mirko Vučinić (12), Pablo Osvaldo (11), Federico Peluso (9), Marco Storari (6), Paolo De Ceglie (4), Marco Motta (2), Simone Pepe (2), Rubinho (1). |                           |